# Nikolskoje (Leningradská oblast)
Nikolskoje (rusky Нико́льское) je město v Leningradské oblasti v Ruské federaci. Při sčítání lidu v roce 2010 mělo přes devatenáct tisíc obyvatel.

## Poloha a doprava
Nikolskoje leží na Tosně, levém přítoku Něvy. Od Petrohradu, správního střediska oblasti, je vzdáleno přibližně čtyřicet kilometrů jihovýchodně.
V blízkosti města jsou dvě železniční stanice. Jedna je v Krasném Boru na železniční trati Petrohrad–Moskva přibližně šest kilometrů západně, druhá je přibližně šest kilometrů severně v Otradném na trati z Petrohradu do Volchova.

## Dějiny
Nikolskoje vzniklo v roce 1710 z rozkazu cara Petra I. Velikého, který ve zdejší oblasti nechal těžit stavební materiály, především písek a kámen pro výstavbu Petrohradu. Stěhovali se sem tedy zejména kameníci a to ze středního Ruska. V letech 1712—1718 postavili novousedlíci dřevěnou kapli v níž uchovávali ikonu svatého Mikuláše. Právě po něm a jemu zasvěcené kapli pak byla obec pojmenována.
V roce 1877 byla v obci postavena továrna na střelný prach.
Za druhé světové války byla obec během obležení Leningradu obsazena německou armádou.
Od roku 1958 měla obec status sídla městského typu a od roku 1990 je městem.